# Geviertfeld
Als Geviertfeld oder auch Geviertes Feld bezeichnet man im Bergbau ein rechtwinkliges begrenztes Feld, das durch zwei Richtungen vermessen wird. In der Regel sind Geviertfelder quadratisch vermessen, teilweise wurden aber Geviertfelder auch rechteckig vermessen. In dem Geviertfeld darf der Muter nach der Verleihung die Mineralien, für die er in der Verleihungsurkunde die Genehmigung bekommen hat, abbauen.

## Grundlagen
Die Begrenzung des Geviertfeldes geschieht auf der Erdoberfläche an der Stelle, an der eine Lagerstätte nachgewiesen wurde. Dabei wird eine Fläche von einer bestimmten, gesetzlich vorgeschriebenen Größe jeweils der Länge und Breite nach bestimmt. Durch die begrenzenden Linien der Fläche werden in senkrechter Richtung gedachte Linien gezogen, die entweder durch Ebenen begrenzt werden oder bis in die ewige Teufe reichen. Diese Linien gehen durch das Liegende der Lagerstätte bis zur Grenze der Vierung. Die Verleihung von Geviertfeldern erfolgt seit dem 13. August 1980 nach dem Bundesberggesetz. Nach diesem Gesetz werden Geviertfelder bis in die ewige Teufe verliehen und haben grundsätzlich senkrechte Ebenen.

## Formalitäten
Die Vermessung des Geviertfeldes wurde zunächst durch den Bergmeister, später dann durch den Markscheider durchgeführt. Bei der Vermessung des Geviertfeldes wurde im frühen Bergbau als zentraler Mittelpunkt des Geviertfeldes der Fundschacht gesetzt. Von diesem Mittelpunkt ausgehend wurden jeweils die Hälfte der Geviertfeldlänge nach rechts und die Hälfte der Länge nach links vermessen. Genauso wurde die Vermessung der Breite vorgenommen. Nach der Vermessung des Geviertfeldes wurde ein Grenzstein, der sogenannte Lochstein, gesetzt. Auf diesem Lochstein wurde der Name der Grube und die Jahreszahl eingehauen.

## Abmessungen
Die Abmessungen der einzelnen Geviertfelder waren je nach Bergbauregion und Jahrzehnt unterschiedlich. Sie hingen auch davon ab, welcher Bodenschatz gefördert wurde.
Im Mittelalter und in der frühen Neuzeit hatte ein Geviertfeld die Maße 7 Lachter mal 7 Lachter und wurde auch als Lehen bezeichnet. Zwei Lehen wurden als doppeltes Lehen oder Wehr bezeichnet.
Im 19. Jahrhundert gab es nach dem französischen Bergrecht keine maximale Größe für Grubenfelder und auch in Deutschland gab es Unterschiede bei der Bemessung der Geviertfelder.
Nach dem Berggesetz vom 1. Juli 1821 wurde die Größe eines Geviertfeldes wie folgt bestimmt:
Eine Fundgrube, also 28 Lachter mal 28 Lachter plus 1.200 Maaßen, in Summe maximal 235.984 Lachter2 (Quadratlachter). Dies entspricht 1.033.138 m2.
Im Zusammenhang mit dem Gesetz zum Regalbergbau von 1851 war man in einigen Bergbauregionen gezwungen, die Feldesgrößen aus ökonomischen Gründen zu erweitern. Dies war insbesondere aufgrund des zunehmenden industriellen Bergbaus, welcher den Gangerzbau verdrängte, erforderlich. In Sachsen hatte nun ein Geviertfeld eine Größe von 1.000 Lachter2, dies entspricht etwa 4.000 m2.
Nach dem Allgemeinen Berggesetz für die preußischen Staaten vom 24. Juni 1865 wurde ein Geviertfeld auch als Maximalfeld bezeichnet und hatte eine Fläche von 500.000 Lachter2, dies entspricht 2.189.069 m2.
Nach der Berggesetzesnovelle vom 18. Juni 1907 hatte ein Geviertfeld die Fläche von 2.200.000 m2 und wurde als Normalfeld bezeichnet.